# بحيرة نيتاهوانتا
بحيرة نيتاهوانتا، تقع بالقرب من مدينة فولتون في مقاطعة أوسيغو في نيويورك. تغطي ما يقارب 750 فدانًا (3.0كيلومتر مكعب ) يقع نصفها تقريبًا داخل المدينة، بينما يقع النصف الآخر في مدينة جرانبي. تترجم نيتاهوانتا إلى «بحيرة صغيرة بالقرب من البحيرة الكبيرة» في إيراكوي.
يحظر حاليًا السباحة في البحيرة أو السماح للحيوانات الأليفة بالاتصال بالمياه بسبب التلوث ونمو الميكروبات. يتم حاليًا تجريفه على أمل أن يكون مفتوحًا للاستخدام العام مرة أخرى. من المتوقع أن تكون نظيفة تمامًا في غضون عامين تقريبًا.

## صيد السمك
أنواع الأسماك الموجودة في البحيرة هي الكرابي الأسود، وسمكة اليقطين ، وسمك البوفين، وباس ارجموث ، والبايك الشمالي، والنمر الموسكي، والجثم الأبيض، والثور الأسود، والخيشوم، والباس المخطط، والجثم الأصفر. هناك منفذ مملوك للمدينة مقابل رسوم، مع إقلاع قارب ذو سطح صلب ومنحدر يقع على الشاطئ الشمالي الغربي قبالة شارع فيليبس في المخيم المجاور.

## انظرأيضًا
- بحيرة فيكتوريا
- بحيرة تاهو
- بحيرة ورثير سي

## روابط خارجية
- Findlakes.com
- Trails.com
- Scorecard.org